# Villa Doria Pamphilj
La Villa Doria Pamphilj es el parque público urbano más grande de Roma, con una superficie de 184 hectáreas, situado justo fuera de las murallas en el barrio Gianicolense, en las estribaciones occidentales del Janículo, comprendido entre la Via Aurelia Antica y la Via Vitellia. En su interior se encuentra el Casino del Bel Respiro o Algardi, que es sede oficial de representación del Gobierno de Italia.
Tiene sus orígenes en la casa de campo de la homónima familia noble romana, proyectada por Alessandro Algardi y Giovanni Francesco Grimaldi en el siglo XVII fusionando varios viñedos. Fue expropiada en el siglo XX, dividida en dos en 1960 para la apertura de la Via Leone XIII (tramo de la Via Olímpica), y abrió al público en 1972.

## Historia
Lo que en la época era solo una modesta parcela agrícola fuera de las murallas janiculenses, la llamada Villa vecchia, fue adquirida por el noble Panfilo Pamphili el 23 de octubre de 1630. Entre 1644 y 1652, mientras la familia Pamphili obtenía prestigio gracias al pontificado de Inocencio X, se encargó el diseño de una Villa nuova al escultor Alessandro Algardi y al pintor Giovanni Francesco Grimaldi, con la colaboración del botánico Tobia Aldini para los jardines.
En 1849 la villa fue escenario de una de las batallas más sangrientas de la defensa de la República Romana: el 2 de junio las tropas francesas ocuparon la Villa Corsini, y al día siguiente las tropas de Garibaldi intentaron en vano reconquistarla. Durante uno de los asaltos murió el coronel Angelo Masina y fue herido de muerte Goffredo Mameli, autor de los versos del himno nacional italiano.
En 1856 la villa se unió a la vecina Villa Corsini y todo el complejo se transformó en una gran hacienda agrícola. Iniciadas las primeras expropiaciones por parte del Ayuntamiento de Roma en 1939, el núcleo original de la villa fue adquirido por el Estado Italiano en 1957. El Ayuntamiento de Roma adquirió más de 168 hectáreas; la parte occidental en 1965 y la restante en 1971. El parque abrió al público en 1972.
Sigue siendo propiedad de la familia Doria-Pamphilj la capilla funeraria obra de Edoardo Collamarini.

## Galería de imágenes

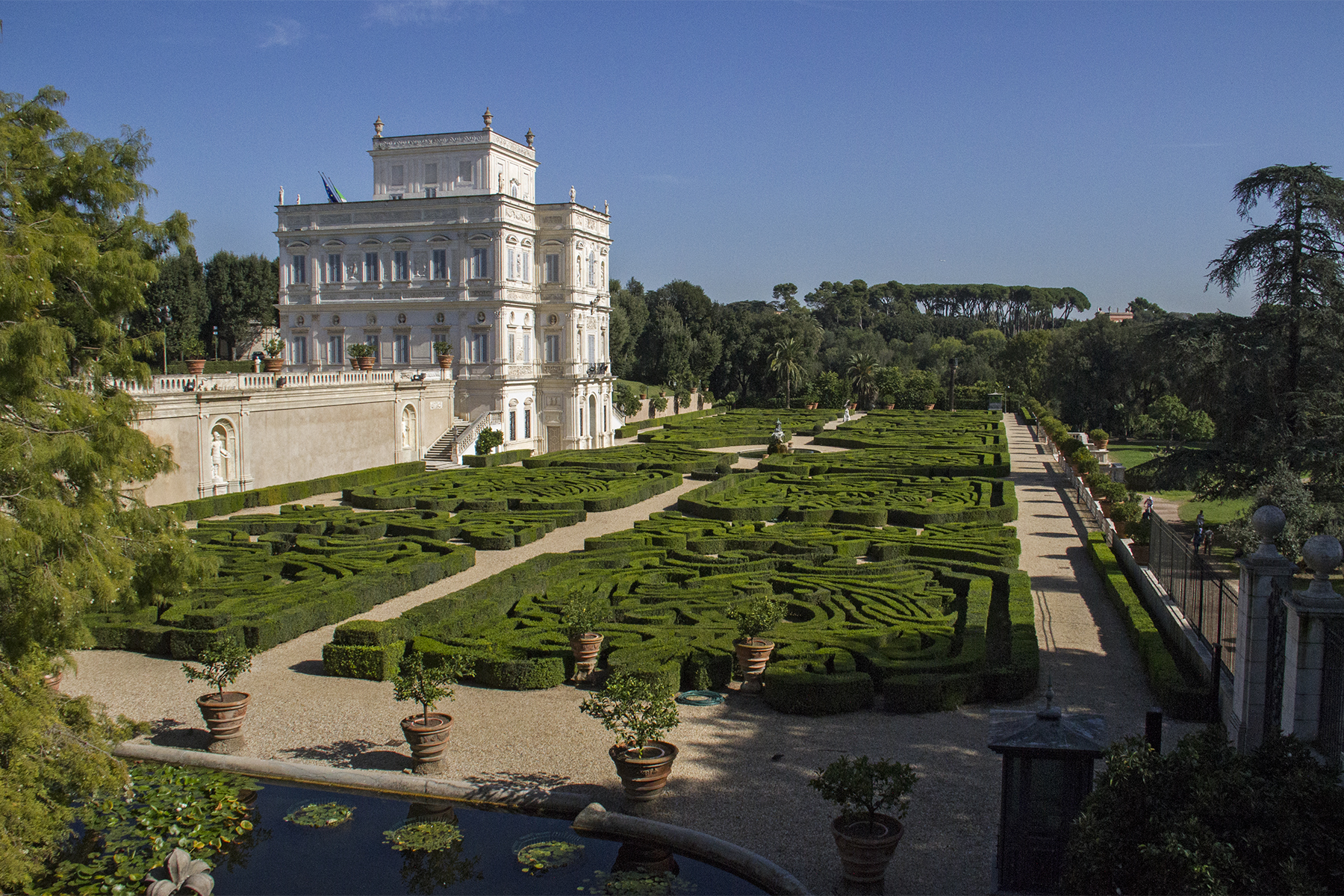
El jardín secreto.
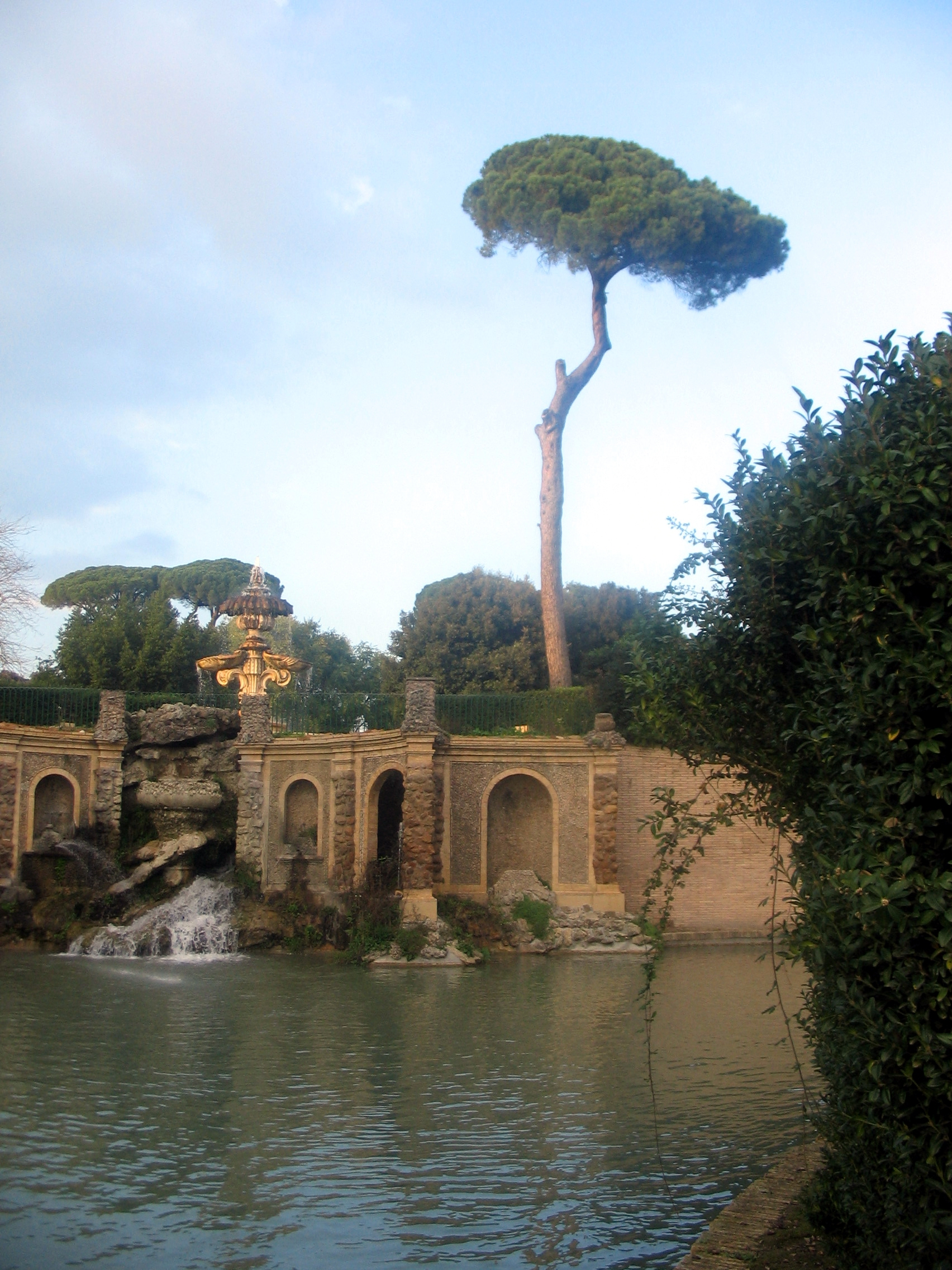
Un lago.
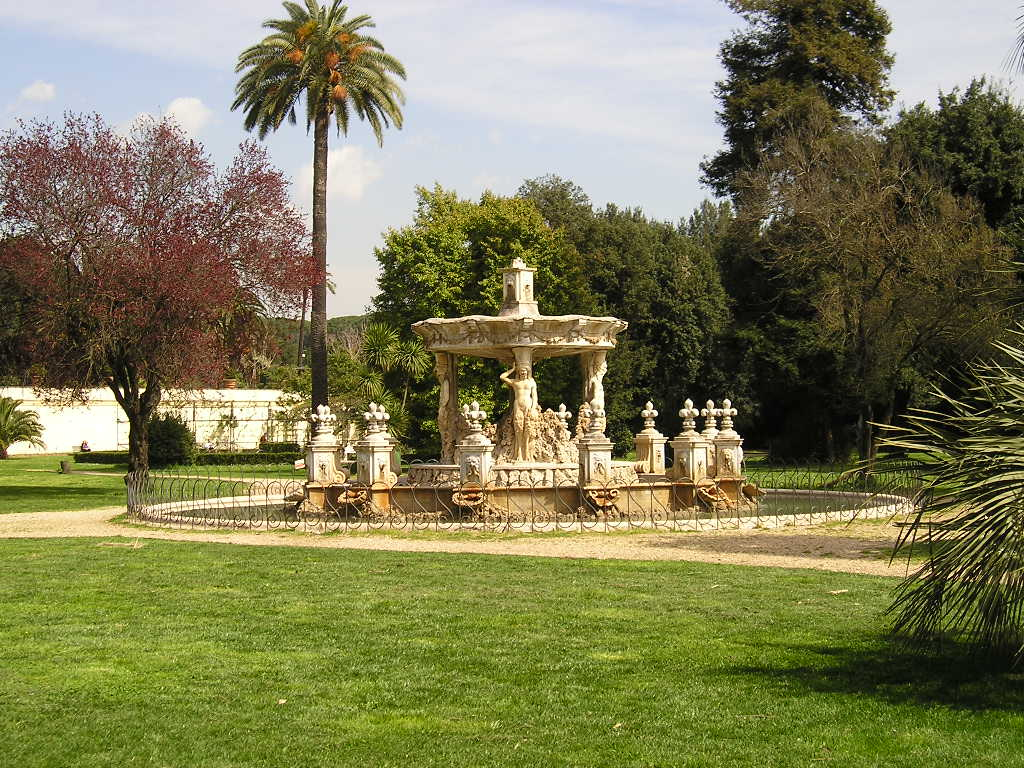
Fuente de Cupido frente a la villa.
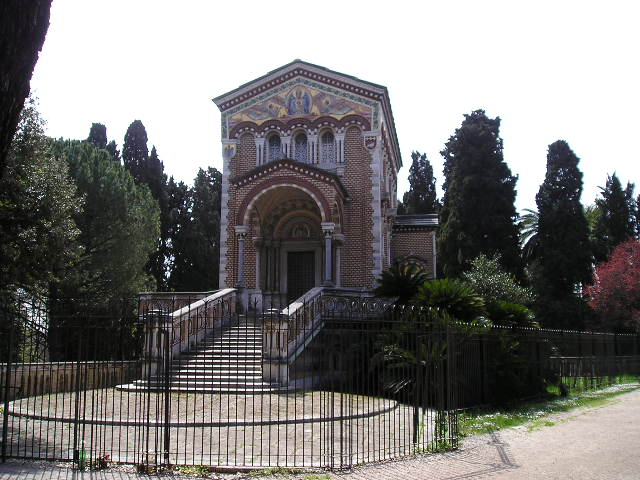
La capilla.
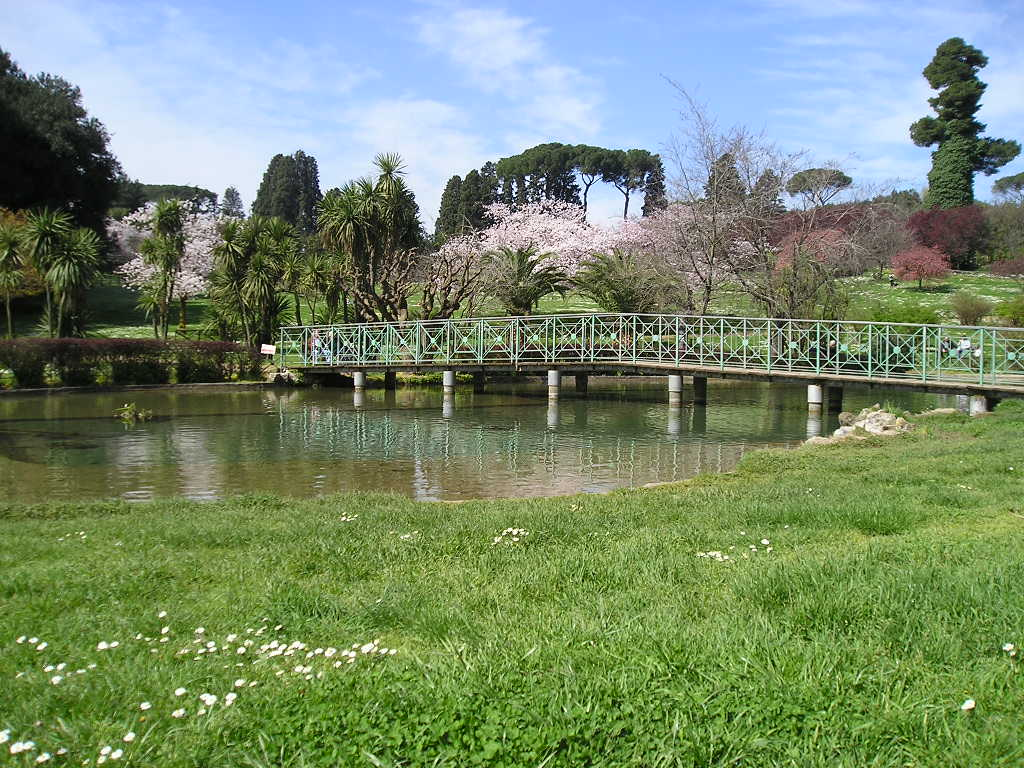
El estanque.
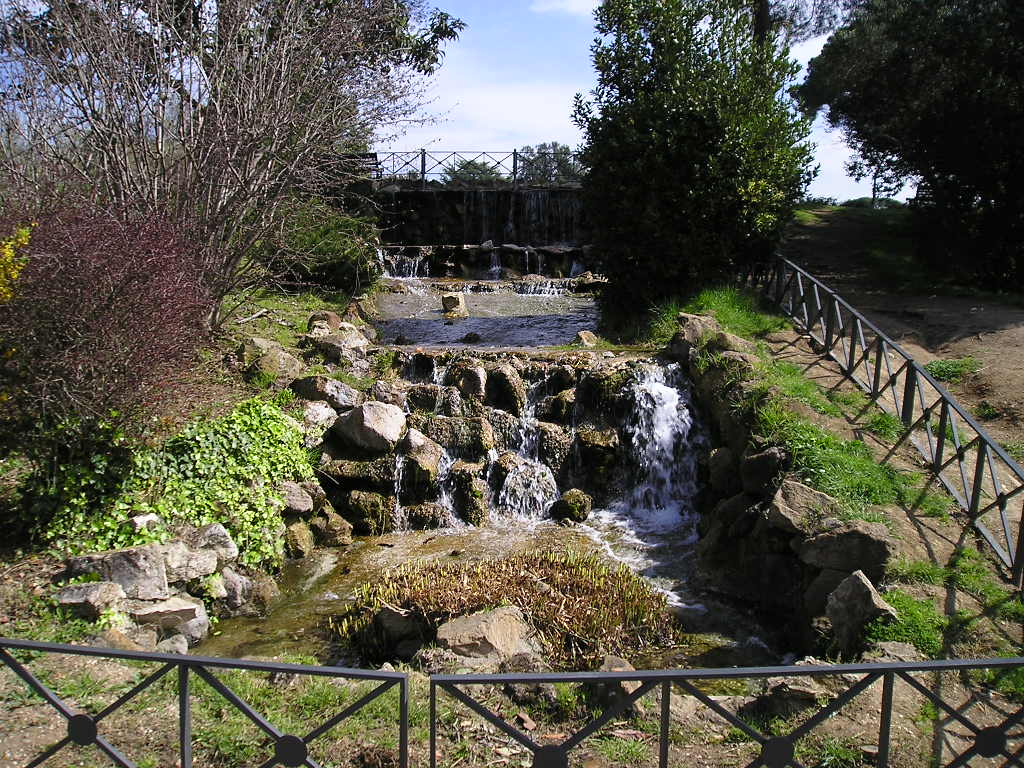
El arroyo.
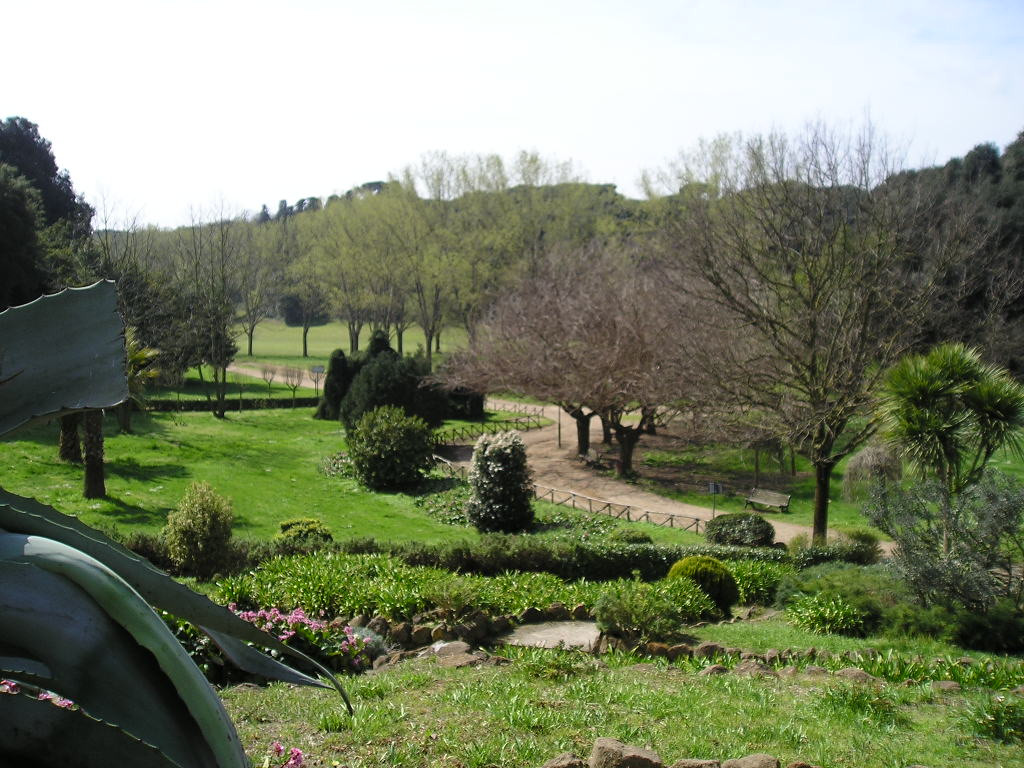
Panorama.
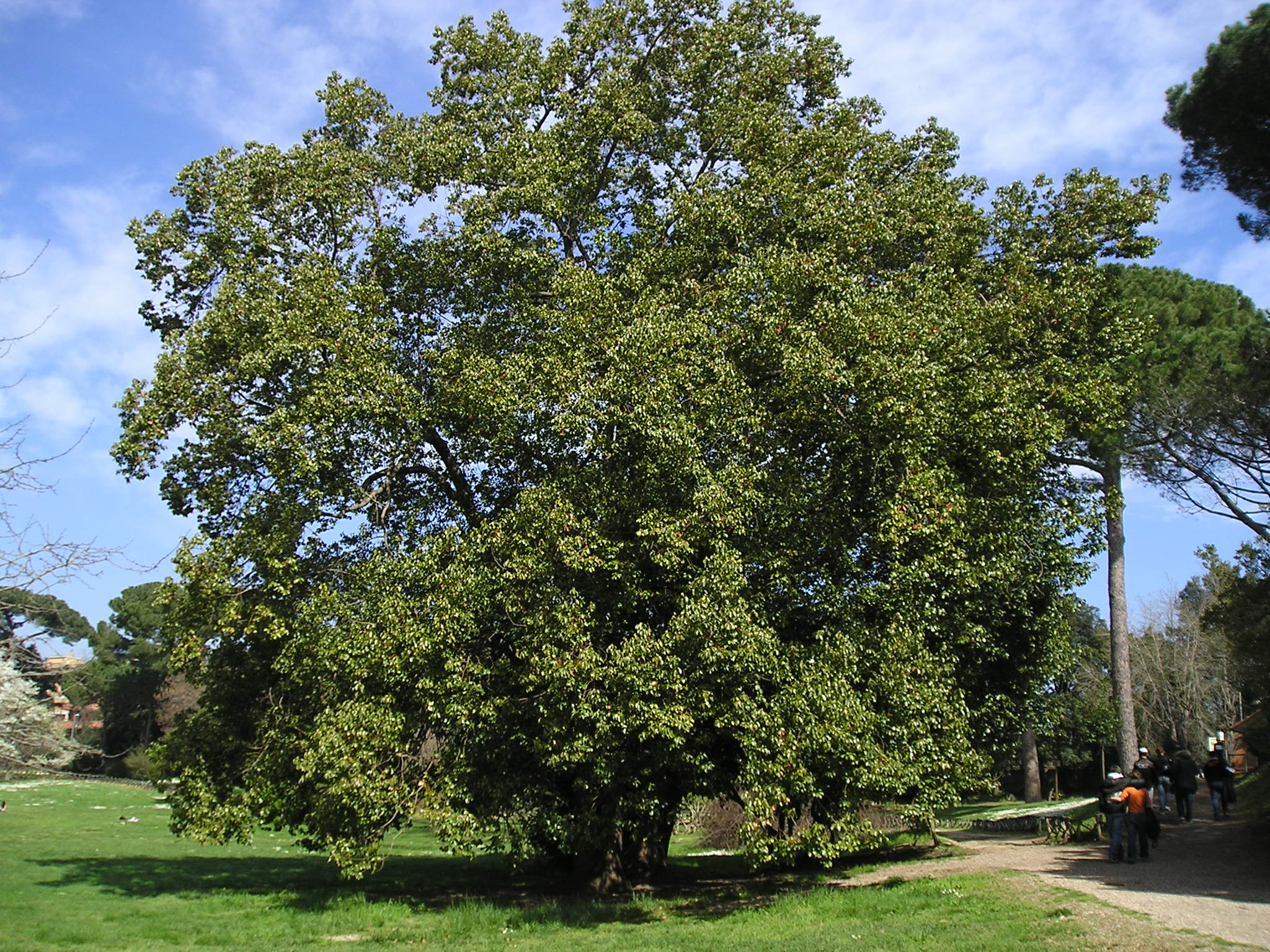
El roble grande.
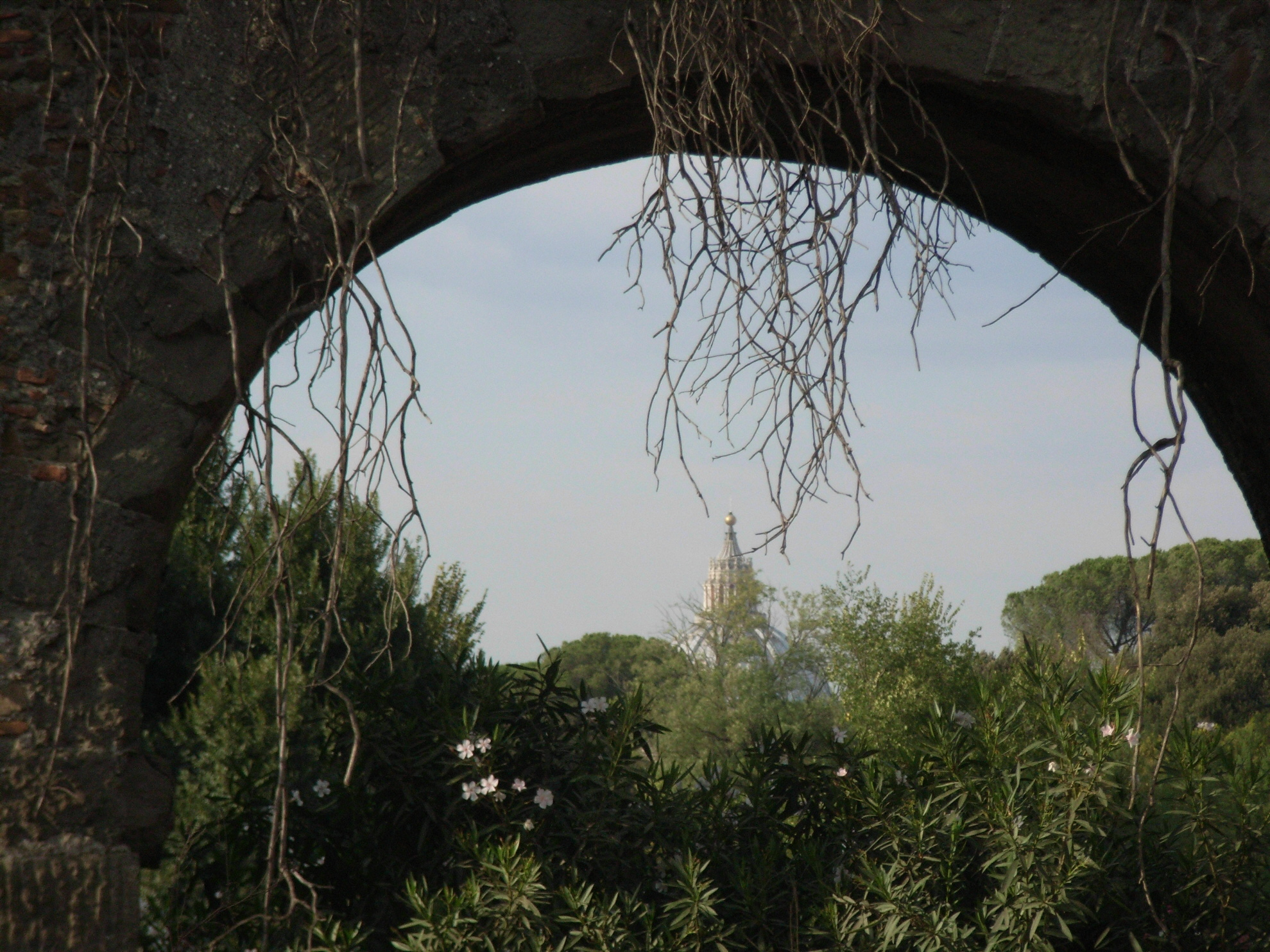
Vista de la cúpula de la Basílica de San Pedro.
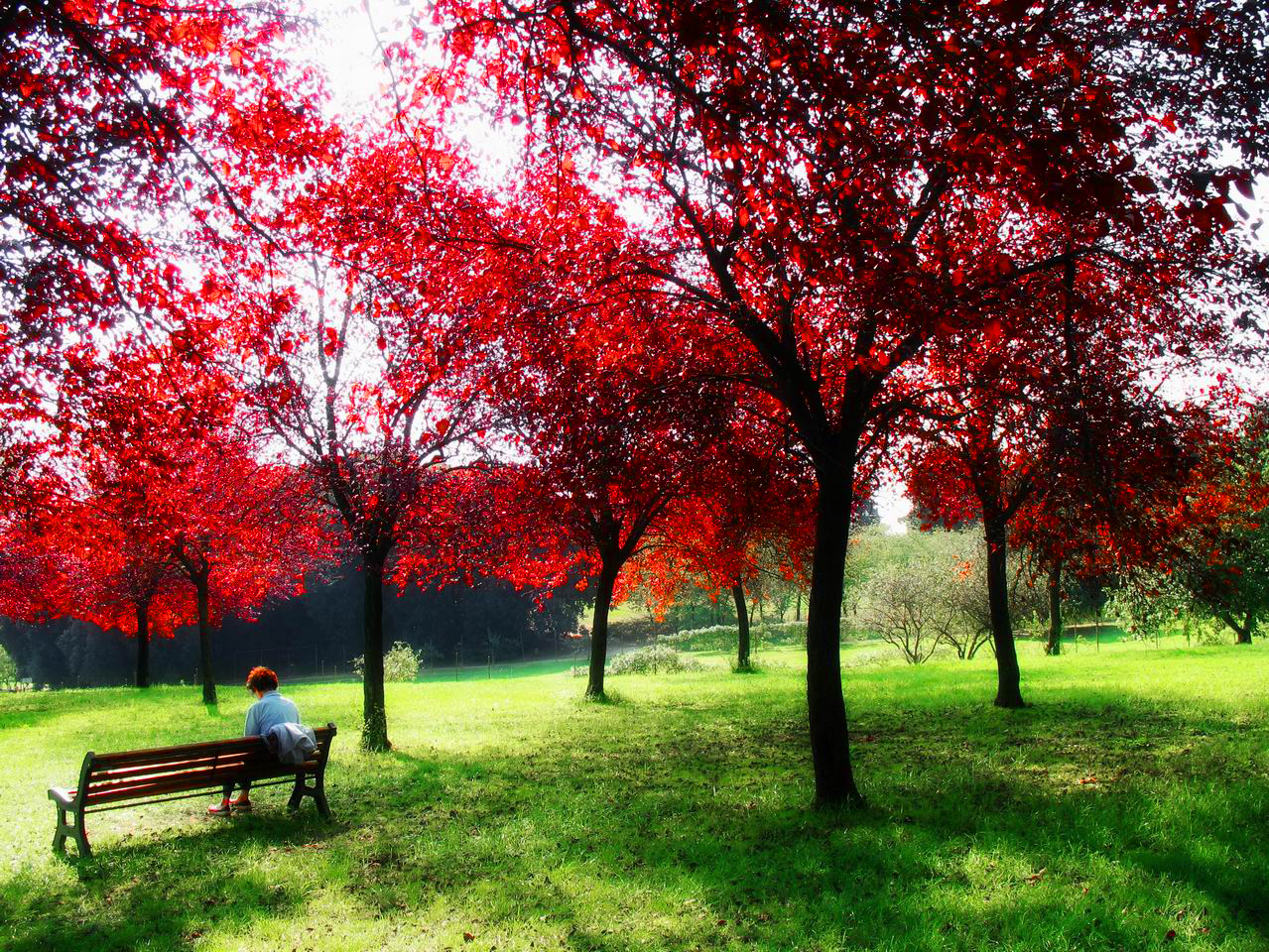
El parque en primavera.